# Mominggletscher
Der Mominggletscher (französisch Glacier de Moming) ist ein Hanggletscher im Südosten des Schweizer Val de Zinal, in den Walliser Alpen. Seine Länge betrug im Jahr 2011 etwa 3,1 km, die Fläche wurde im Jahr 2006 mit 6,4 km² angegeben. Seit den 1970er Jahren hat er sich um ungefähr einen halben Kilometer zurückgezogen. Der Gletscher reicht von 4070 m ü. M. auf 2580 m ü. M. hinunter. Sein Name geht auf das lateinische mons medianus (mittlerer Berg oder mittlere Alp) zurück.
Seinen Ausgangspunkt nimmt der Mominggletscher an der Nordflanke des Zinalrothorns. Er fliesst nordwärts einen sehr steilen Hang hinunter und teilt sich dann in zwei Zungenlappen, welche durch eine Felswand voneinander getrennt sind. Die beiden jeweils ungefähr einen Kilometer breiten Gletscherzungen bewegen sich nach Nordwesten in Richtung Val de Zinal und sind teilweise wild zerklüftet. Gegen Süden ist der Mominggletscher durch einen Felskamm vom Mountetgletscher, einem Tributärgletscher des Zinalgletschers, getrennt; den südwestlichen Abschluss bildet die Pyramide des Besso (3668 m ü. M.). Beide Gletscherzungen entwässern in die Navisence, welche durch das Val d’Anniviers zur Rhone fliesst.

## Lage
| \| \| |
|       |

 
 
 
 

Lage des Mominggletschers in den Walliser Alpen (links)
und in den Alpen (rechts in der Box).